# ティエルノ・バルデ
ティエルノ・バルデ（フランス語: Thierno Baldé、2002年6月10日 - ）は、フランスとセネガル、ギニアのサッカー選手。ポジションはDF。

## クラブ歴
パリ・サンジェルマンFCの下部組織出身で、2020年6月30日にプロ契約を締結した。2021年7月13日にリーグ・ドゥのル・アーヴルACに1シーズンの期限付き移籍をした。同年8月14日にプロ初出場を記録すると、レギュラーとしてリーグ31試合に出場した。
2022年8月9日にリーグ・アンのトロワACに5年契約で完全移籍した。

## 代表歴
年代別代表ではフランス代表としての出場経歴がある。
2022年には第48回モーリス・レベロ・トーナメントに参加した。

## 私生活
フランス生まれだが、父はセネガル人で母はギニア人である。また、同じくサッカー選手のヴィト・バディアーヌはいとこにあたる。